# Hàng (họ)
Hàng là một họ của người Trung Quốc (chữ Hán: 杭, Bính âm: Háng). Trong danh sách Bách gia tính, họ này đứng thứ 183. Họ này cũng xuất hiện ở Việt Nam nhưng rất hiếm.

## Người Trung Quốc họ Hàng nổi tiếng
- Hàng Thế Tuấn, nhà sử học Thanh triều
- Hàng Lập Vũ, nhà pháp trị học người Đài Loan
- Hàng Thiên Kì, ca sĩ người Trung Quốc
- Hàng Sĩ Tuyền, ca sĩ đồng dao người Đài Loan

## Người Việt Nam họ Hàng nổi tiếng
- Hàng Lâm Trang Anh, nghệ danh Suboi, nữ rapper nổi tiếng